# Гипербат
Гипербат (др.-греч. Υπερβατας) — имя двух древнегреческих политических деятелей.
Гипербат I — номинально занимал должность стратега Ахейского союза в 226—225 годах до н. э., хотя реальной властью обладал Арат. Командуя ахейскими войсками во время Клеоменовой войны, принял вызов спартанского царя Клеомена, вторгшегося в Ахайю, и потерпел тяжёлое поражение в битве при Гекатомбее, за что был отстранён от должности стратега. Эта неудачная битва сделала положение Ахейского союза весьма тяжёлым и вынудила его руководство призвать на помощь македонского царя Антигона III.
Гипербат II — стратег Ахейского союза в 179—178 годах до н. э. В его стратегию, когда римляне потребовали у Ахейского союза возвращения всех спартанских изгнанников, Гипербат созвал союзное собрание, где вместе с Калликратом настаивал на необходимости принять это требование (в противоположность мнению более независимой позиции партии Ликорта). Эти действия партии Гипербата и Калликрата, советовавших считать требования римлян выше ахейских законов, привели к ещё большей зависимости ахейцев от воли римлян. В 168 году до н. э. Гипербат вместе с Калликратом отказал в поддержке Птолемеям в их борьбе с Антиохом IV Эпифаном.